# Kleobule (Gattin des Amyntor)
Kleobule (altgriechisch Κλεοβούλη Kleoboúlē) war die Frau des Amyntor und Mutter des Phoinix.
Als Amyntor sie mit einer Nebenbuhlerin betrog, schickte sie ihren Sohn Phoinix, um sie zu verführen. Als Amyntor dies mitbekam, musste Phoinix zu Peleus (Achilleus’ Vater) fliehen, wo er neben einem Zentauren Erzieher des Achill wurde. Als Achaierheld vor Troja war er nicht so erfolgreich und schaffte es auch nicht, zusammen mit Odysseus und Aias dem Telamonier, Achill dazu zu überreden, wieder an den Kämpfen teilzunehmen. Achill kämpfte erst mit, als sein Freund Patroklos von Hektor getötet wurde, und tötete dann auch viele Troerhelden (Trojanerhelden) wie Hektor.